# Gloria Mundi (film, 2019)
Pour les articles homonymes, voir Gloria Mundi.
Pour plus de détails, voir Fiche technique et Distribution.
Gloria Mundi est un film dramatique italo-français réalisé par Robert Guédiguian et sorti en 2019.

## Synopsis
Daniel sort de prison où il était incarcéré depuis de longues années et retourne à Marseille. Sylvie, son ex-femme, l’a prévenu qu’il était grand-père : leur fille Mathilda vient de donner naissance à une petite Gloria.
Le temps a passé, chacun a fait ou refait sa vie.
En venant à la rencontre du bébé, Daniel découvre une famille recomposée qui lutte par tous les moyens pour rester debout. Quand un coup du sort fait voler en éclats ce fragile équilibre, Daniel, qui n’a plus rien à perdre, va tout tenter pour les aider.

## Fiche technique
Sauf indication contraire, les informations mentionnées dans cette section peuvent être confirmées par la base de données cinématographiques Unifrance,  présente dans la section « Liens externes ».
- Titre : Gloria Mundi
- Réalisation : Robert Guédiguian
- Scénario : Robert Guédiguian et Serge Valletti
- Musique : Michel Petrossian
- Photographie : Pierre Milon
- Costumes : Anne-Marie Giacalone
- Décors : Michel Vandestien
- Son : Laurent Lafran
- Montage : Bernard Sasia
- Sociétés de production : Agat Films & Cie / Ex Nihilo, Bibi Film
  - SOFICA : Cinémage 13, LBPI 12
- Pays de production :  France (90 %) |  Italie (10 %)
- Durée : 106 minutes
- Dates de sortie :
  - Italie : 5 septembre 2019 (Mostra de Venise)
  - France : 27 novembre 2019 (sortie nationale)[1]

## Distribution
- Ariane Ascaride : Sylvie
- Jean-Pierre Darroussin : Richard
- Gérard Meylan : Daniel
- Anaïs Demoustier : Mathilda
- Robinson Stévenin : Nicolas
- Lola Naymark : Aurore
- Grégoire Leprince-Ringuet : Bruno
- Diouc Koma : Jackie
- Pascal Rénéric : le premier homme
- Yann Trégouët : l'homme urgence
- Adrien Jolivet : le patron de l'entreprise de nettoyage
- Maximilien Fussen : Hassoun
- Géraldine Loup : l'assistante sociale
- Alice Lombard : la jeune femme voilée

## Bande originale
La musique de Michel Petrossian laisse une large place à des œuvres préexistantes :
- Pavane pour une infante défunte, Maurice Ravel
- Ma mère l'Oye - Apothéose : le jardin féérique, Maurice Ravel
- Deux trois barres, AMG
- En attendant, Lossa
- Coming Up, The Spectre
- Kiss Me Goodnight, La Griffe, Pierre Terrasse
- Broken English, Marianne Faithfull

Quant à la scène d'ouverture, de nombreux sites, induits en erreur par Guédiguian lui-même, attribuent la musique à Bach, sans autre précision. Elle provient en réalité de La Messa da Requiem de Giuseppe Verdi, un extrait de l'offertoire, dirigée par Arturo Toscanini,,.

## Sortie

### Accueil critique
Le film est très apprécié de la presse, il obtient une moyenne de 4/5 sur Allociné à partir de l'interprétation des critiques collectées par le site.
Le Parisien a adoré le film et dit que « Le scénario est en acier trempé, adouci par le personnage de Daniel, profondément humain, tendrement bouleversant, cherchant à reprendre pied en rédigeant de brefs poèmes. On est capté, happé, enveloppé par le quotidien de ce clan poursuivi, brutalisé, par une espèce de malédiction qui lui colle à la peau. ».
Première a également beaucoup apprécié le film et dit que « Au-dessus de cette humanité blessée, il y a la musique envoûtante de Ravel inspirée d’un conte de Perrault. Tout se rejoue et se déjoue perpétuellement. C’est magnifique. ».

### Box-office
- France : 332 385 entrées[11]

## Distinctions
- Mostra de Venise 2019 : Coupe Volpi de la meilleure interprétation féminine pour Ariane Ascaride[12]
- Festival du film de Cabourg 2020 : Swann d'or du meilleur film[13]

## Analyse
Le titre complet est (Sic transit) gloria mundi[réf. nécessaire].
Le film est, entre autres, une dénonciation de l'égoïsme et des rapports d'oppression se développant dans notre société capitaliste, de l'ubérisation de celle-ci. L'exergue de Gloria Mundi est : « L’apogée de la domination est atteint lorsque le discours des maîtres est tenu et soutenu par les esclaves », dont l'auteur est Guédiguian lui-même, qui fustige le discours macronien sur les « premiers de cordée »,.
Au début du film, Guédiguian rend hommage – par imitation et emprunts visuels et sonores – au court-métrage Vie d'Artavazd Pelechian (1993).